# Govind Nihalani
Govind Nihalani (Karachi, 19 agosto 1940) è un regista, sceneggiatore e direttore della fotografia indiano.

## Filmografia parziale
- Aakrosh (1980)
- Vijeta (1982)
- Ardh Satya (1983)
- Party (1984)
- Aaghat (1985)
- Tamas (1988) - TV
- Drishti (1990)
- Pita (1991)
- Rukmavati Ki Haveli (1991)
- Drohkaal (1994)
- Kuruthipunal (1996) - sceneggiatura
- Sanshodhan (1996)
- Hazaar Chaurasi Ki Maa (1998)
- Thakshak (1999)
- Deham (2001)
- Dev (2004)

## Premi e riconoscimenti
- National Film Awards
  - "Best Cinematography" - Junoon (1979)
  - "Best Feature Film in Hindi (director)" - Aakrosh (1980)
  - "Best Feature Film in Hindi (director)" - Ardh Satya (1983)
  - "Nargis Dutt Award for Best Feature Film on National Integration" - Tamas (1988)
  - "Best Feature Film in Hindi (director)" - Drishti (1990)
  - "Best Feature Film in Hindi (director)" - Hazaar Chaurasi Ki Maa (1998)
- Filmfare Awards
  - "Best Cinematographer" - Junoon (1980)
  - "Best Director" - Aakrosh (1981)
  - "Best Movie" - Ardh Satya (1984)
  - "Best Director" - Ardh Satya (1984)
  - "Critics Award for Best Movie" - Dev (2004)
- Padma Shri (2002)